# Neocallitropsis pancheri
Neocallitropsis pancheri – gatunek zimozielonych krzewów z rodziny cyprysowatych (Cupressaceae). Reprezentuje monotypowy rodzaj Neocallitropsis. Jest endemitem na Nowej Kaledonii, gdzie rośnie w południowej części wyspy na wysokościach do 1140 m n.p.m.

## Morfologia
PokrójKrzewiasty, z kandelabrowo rozgałęziającym się pędem. Roślina osiąga od kilku do 12 m wysokości. Główny pień osiąga do 80 cm średnicy.
LiścieMłodociane liście szpilkowe, spiralne ułożone. Mają do 14 mm długości przy szerokości do 0,8 mm. Dorosłe liście są łuskowate, lancetowatego kształtu, o długości 4-5 mm i szerokości do 2,5 mm.
Organy generatywneKwiaty męskie skupione w strobile wyrastające na końcach pędów. Osiągają do 10 mm długości przy szerokości ok. 6 mm. Mikrosporofile ułożone w 8 rzędach na osi zawierają po 12 woreczków pylkowych. Strobile żeńskie mają kształt jajowaty, 10 mm długości i 8 mm szerokości. Składają się z 8 lancetowatych łusek wyrastających w dwóch okółkach.
NasionaJajowate, długości 6 mm, grubości 2 mm, zaopatrzone w dwa wąskie skrzydełka o szerokości do 0,6 mm.

## Zagrożenia
Gatunek znajduje się w recesji – z powodu działalności człowieka stracił ponad połowę swoich zasobów. Obecnie znany jest z trzech obszarów na Nowej Kaledonii, gdzie spotykany jest łącznie na obszarze 32 km². Łączne zasoby populacji tego gatunku oceniane są na 2,5–10 tys. roślin. Gatunek stracił znaczną część swoich siedlisk z powodu działalności górniczej, w latach 60. XX wieku część populacji została zalana podczas budowy tamy w Yaté. Największym zagrożeniem współcześnie są pożary. 